# Вікторія Смарфіт
Вікторія Смарфіт (англ. Victoria Smurfit; нар. 31 березня 1974, Дублін, Ірландія) — ірландська акторка.

## Вибіркова фільмографія
| Актор | Це незавершена стаття про акторку. Ви можете допомогти проєкту, виправивши або дописавши її. |